# ブーアッラーム・フーヒー
ブーアッラーム・フーヒー（アラビア語: بوعلام خوخي、Boualem KhoukhiまたはBou Allam Khukhi、Bualam Khokhi、Boualem Koukhi、1990年7月9日 - ）は、カタールのプロサッカー選手。カタール・スターズリーグ・アル・サッド所属。サッカーカタール代表。ポジションはDF、MF。アルジェリア出身で、خوخي بوعلام(Khokhi Bualam)、と表記されることがある。

## 経歴
西アジアサッカー選手権2014では、決勝戦の直接フリーキックからの先制点を含む全2得点をあげたほか、準決勝でも2ゴールを決めるなど全4試合で計6得点をあげて大会得点王となり、カタールの同選手権初優勝に貢献した。

## 代表歴

### 出場大会
- カタール代表
  - 2022 FIFAワールドカップ

### 試合数
- 国際Aマッチ 113試合 21得点（2013年-）[2]

| カタール代表 | 国際Aマッチ | 国際Aマッチ |
| 年           | 出場        | 得点        |
| ------------ | ----------- | ----------- |
| 2013         | 3           | 2           |
| 2014         | 11          | 6           |
| 2015         | 10          | 4           |
| 2016         | 10          | 1           |
| 2017         | 11          | 0           |
| 2018         | 8           | 1           |
| 2019         | 20          | 5           |
| 2020         | 4           | 0           |
| 2021         | 20          | 1           |
| 2022         | 11          | 1           |
| 2023         | 5           | 0           |
| 2024         |             |             |
| 通算         | 113         | 21          |

## タイトル

### クラブ
アル・アラビ
- シェイク・ジャシムカップ: 2008, 2010, 2011

アル・サッド
- カタール・スターズリーグ: 2018-19, 2020-21
- カタール・カップ: 2017, 2021
- アミールカップ: 2017
- シェイク・ジャシムカップ: 2017

### 代表
カタールB
- 西アジアサッカー選手権: 2014

カタール代表
- AFCアジアカップ: 2019
- ガルフカップ: 2014

### 個人
- 西アジアサッカー選手権2014: 得点王